# Франсоа Керсоди
Франсоа Керсоди (на френски: François Kersaudy) е френски историк, професор по английска икономическа терминология в Парижкия университет, специалист по творчеството на Уинстън Чърчил, преводач и писател на произведения в жанра исторически роман, биография и документалистика.

## Биография и творчество
Франсоа Керсоди е роден на 22 септември 1948 г. в Булон Бианкур, Франция, в семейството на преводача Жорж Керсоди. Учи във Френската гимназия във Виена. Следва международни отношения в Института за политически науки на Парижкия университет, който завършва през 1970 г., а през 1976 г. получава докторска степен по история. Владее девет езика. След дипломирането си преподава съвременна история в Оксфордския университет, след това е професор по английски и англосаксонски езици в университета Париж-I Пантеон-Сорбона.
Франсоа Керсоди е автор на множество произведения, написани на френски и английски език. Той е специалист по творчеството и биографията на генерал дьо Гол и на Уинстън Чърчил, чиито „Военни мемоари“ превежда, включително и на книга за отношенията между двамата от 1981 г., получила награда за най-добра първа творба. През 2001 г. биография му на Уинстън Чърчил печели голямата награда по история от Дружеството на писателите на Франция. Автор е и на биографиите на Хитлер, Сталин, Гьоринг, Маунтбатън, Макартър и др. Той ръководи колекцията „Господарите на войната“. Удостоен е с общо дванадесет френски и чуждестранни литературни награди.
През 2021 г. и издадена книгата му „Списъкът на Керстен“. Книгата описва дейността на лекаря и мануален терапевт Феликс Керстен, светило в своята област, уважаван и от богатите, и от бедните, които лекува безплатно. Известен е също като „терапевта на Химлер“, от който получава свободата на евреи и участници в съпротивата вместо заплащане. През 1947 г. меморандум на Световния еврейски конгрес да обявява, че е спасил „над 100 000 души от различни националности, сред които 60 000 евреи, излагайки на опасност собствения си живот“.
Керсоди е колумнист в блога „Проектор“ в уебсайта на Point. Член е на научния съвет на Института „Шарл дьо Гол“.
Франсоа Керсоди живее със семейството си в Париж.

## Произведения
- Stratèges et Norvège 1940, les jeux de la guerre et du hasard (1977)[1][2]
- Churchill and de Gaulle (1981) – награда на „Йоркшър Поуст“ за най-добра първа книга[3]
- De Gaulle et Churchill (1982)
- 1940. La guerre du fer (1987)
- Winston Churchill : le pouvoir de l'imagination (2001, 2009, 2015)
- Churchill et Monaco (2002)
- Churchill contre Hitler (2002)
- De Gaulle et Roosevelt : le duel au sommet (2004) – награда „Анри-Малерб“, награда „Морис-Бомон“
- L'Affaire Cicéron : 1943 (2005)
- Lord Mountbatten (2006) – награда за биография
- Hermann Goering : le deuxième homme du IIIe Reich (2009)
- Le Monde selon Churchill : sentences, confidences, prophéties et reparties (2011)
- Hitler (2011) – колекция „Господарите на войната“
- Staline (2012) – колекция „Господарите на войната“
- Les Secrets du Troisième Reich (2013)
- Stalingrad (2013)
- MacArthur (2014) – колекция „Господарите на войната“
- Les Derniers Secrets du Troisième Reich (2015) – с Янис Кадари
- Tous les secrets du Troisième Reich (2017) – с Янис Кадари
- Le Monde selon de Gaulle, t. 1 (2018)
- Le Monde selon de Gaulle, t. 2 (2019)
- De Gaulle, stratège au long cours (2020) – колекция „Господарите на войната“
- La liste de Kersten (2021)
Списъкът на Керстен : един праведник сред демоните, изд.: ИК „Изток-Запад“, София (2022), прев. Недка Капралова
- Goering, l'homme de fer (2022) – колекция „Господарите на войната“
- Stalingrad - Le tournant de la guerre (2023)
- Dix chapitres méconnus du communisme (2023)

### Екранизации
- 2014 Lundi en histoires – тв сериал, 1 епизод